# Majdan (Gornji Milanovac)
Majdan (Servisch cyrillisch Мајдан) is een plaats in de Servische gemeente Gornji Milanovac. De plaats telt 513 inwoners (2002).